# Alan Wake’s American Nightmare
Alan Wake's American Nightmare – psychologiczny horror z elementami gry akcji, spin-off gry Alan Wake. Gra została wydana 22 lutego 2012 na Xbox Live i 22 maja 2012 na system Microsoft Windows.
Akcja gry toczy się dwa lata po wydarzeniach z pierwowzoru. Alan Wake musi zmierzyć się ze swoim złym sobowtórem panem Zgrzytem. Miejscem akcji jest fikcyjne miasteczko Night Springs w Arizonie.
W rolę Alana Wake'a ponownie wcielili się Ilkka Villi (model) oraz Matthew Porretta (głos).